# Aglyptodactylus
Aglyptodactylus är ett släkte av groddjur som ingår i familjen Mantellidae.
Arterna förekommer endemisk på Madagaskar. Dessa grodor har en robust kropp. I motsats till andra familjemedlemmar, med undantag av Laliostoma labrosum, är det första fingret längre än det andra. Honor av Aglyptodactylus australis är med en längd av 92 mm störst inom släktet. Däremot är hannar små. Allmänt har arterna en beige till brun färg men några hannar blir under parningstiden gula. Nästan alla arter har en trekantig svart fläck på varje sida av ansiktet. Den saknas endast hos Aglyptodactylus chorus.
Släktets medlemmar lever i torra och fuktiga skogar och vistas på marken. De kan vara dag- och nattaktiva. Exemplaren gömmer sig ofta i lövskiktet. De har olika leddjur som spindlar, myror och skalbaggar som föda. Fortplantningen sker efter regnfall i december och januari och några populationer kan öka markant. Liksom hos andra grodor har hannar höga läten. Hos några arter lägger honor ungefär 4000 ägg per tillfälle som har en diameter av 1 mm. Grodynglens metamorfos sker snabb. De livnär sig av detritus.
Arter enligt Catalogue of Life:
- Aglyptodactylus laticeps
- Aglyptodactylus madagascariensis
- Aglyptodactylus securifer

IUCN listar dessutom:
- Aglyptodactylus australis
- Aglyptodactylus chorus
- Aglyptodactylus inguinalis

Aglyptodactylus australis listas som starkt hotad (EN). Tre arter bedöms som livskraftig (LC).

## Bildgalleri

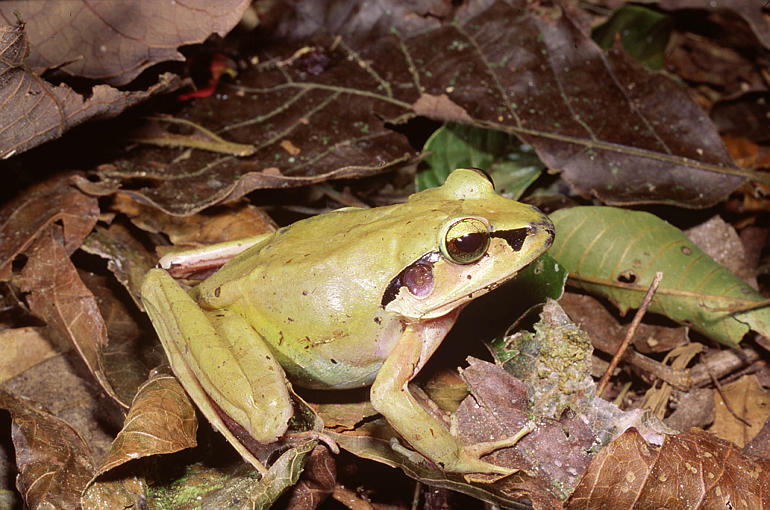
Aglyptodactylus madagascariensis